# Тихоокеанський флот США

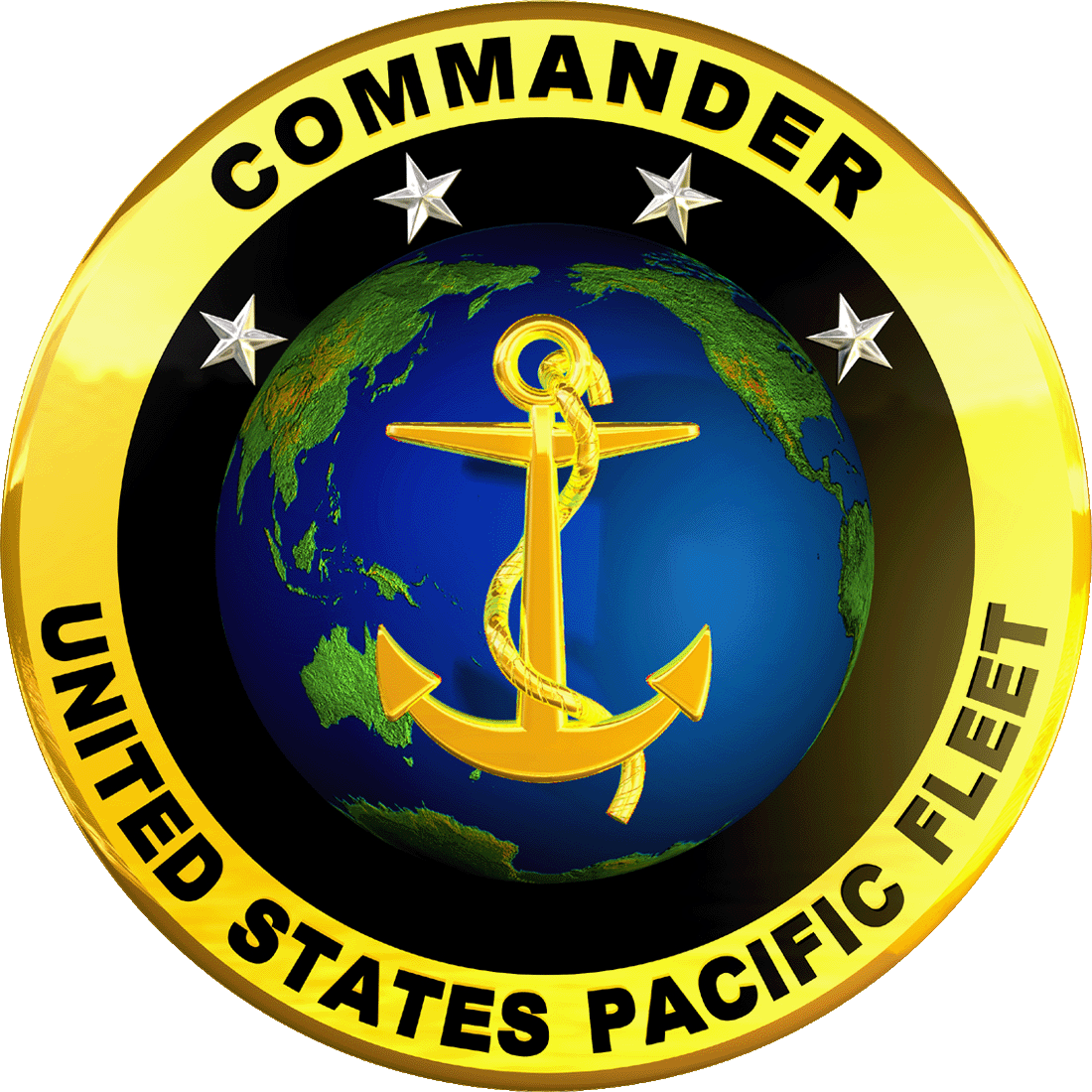
Лого командувача Тихоокеанським флотом США

Тихоокеанський флот США — флот Сполучених Штатів Америки у Тихому океані, який переважно базується на базі Перл-Гарбор на Гаваях.
Тихоокеанський флот США був створений у 1907 році шляхом з'єднання Азійської ескадри та Тихоокеанської ескадри США. У 1910 році кораблі Першої ескадри були відділені у Азійський флот США. 6 грудня 1922 року був організований Військово-морський флот США, з'єднавши Тихоокеанський флот та Атлантичний флот США. Кораблі у Тихому океані являли собою Бойовий флот (англ. Battle Fleet); кораблі Атлантичного океану — Розвідувальний флот (англ. Scouting Fleet).
Перед Другою світовою війною Військово-морський флот був поділений на Тихоокеанський та Атлантичний флоти. В цей час, за даними травня 1941 року, Тихоокеанський флот складався з дев'яти лінійних кораблів, трьох авіаносців, 12 важких крейсерів, восьми легких крейсерів, 50 есмінців, 33 підводних човнів, і 100 патрульних бомбардувальників. Це був приблизно такий же склад флоту, як і під час нападу флоту Японії на Перл-Гарбор 7 грудня 1941 року.
Зараз Тихоокеанський флот США складається з Третього і Сьомого флотів та з Тихоокеанської військово-морської авіації, Тихоокеанських військово-морських надводних сил, Тихоокеанських військово-морських підводних сил та інших підрозділів.
Тихоокеанський флот США оперативно підпорядкований Тихоокеанському командуванню ЗС США (англ. United States Pacific Command).
Адмірал Роберт Ф. Віллард прийняв обов'язки командувача Тихоокеанським флотом США 8 травня 2007.